# آورین‌تری‌کربوکسیلیک اسید
آورین‌تری‌کربوکسیلیک اسید (به انگلیسی: Aurintricarboxylic acid) یک ترکیب شیمیایی با شناسه پاب‌کم ۲۲۵۹ است. شکل ظاهری این ترکیب، پودر قرمز تا قهوه‌ای تیره است.